# Direction générale des Patrimoines et de l'Architecture
La direction générale des Patrimoines et de l’Architecture est une direction ministérielle française, créée en 2010. Elle portait le nom de direction générale des Patrimoines jusqu’en 2020.

## Constitution
La création de la direction générale des Patrimoines est issue de la révision générale des politiques publiques, lancée en 2007. Elle ne s'est pas faite sans contestation, notamment syndicale. Elle est en vigueur le 13 janvier 2010.
Elle fait partie du ministère de la Culture et regroupe les services rattachés précédemment aux directions suivantes :
- direction de l'Architecture et du Patrimoine ;
- direction des Archives de France ;
- direction des Musées de France.

La direction devient « des patrimoines et de l'architecture » en 2021.

## Missions
La direction générale des Patrimoines a pour principaux objectifs la sauvegarde et la transmission aux générations à venir des œuvres du passé et du présent, développées sous cinq missions principales :
- protection et conservation modernisée au service d’un patrimoine enrichi ;
- contrôle réglementaire et technique renforcé ;
- politique de valorisation ouverte sur toutes les richesses artistiques et à destination de tous les publics ;
- création et qualité architecturales : une priorité pour l'attractivité du territoire ;
- une tutelle resserrée d'un réseau déconcentré et des opérateurs de la direction, pour un pilotage optimisé des politiques patrimoniales publiques.

## Composition
Elle comporte quatre services :
- service interministériel des archives de France ;
- service des Musées de France ;
- service de l'architecture ;
- service du patrimoine (Monuments historiques, espaces protégés, archéologie et inventaire général).

Neuf départements et une sous-direction transversale s'ajoutent à ces quatre services, ainsi que l'inspection des patrimoines.
Le directeur général est assisté de plusieurs directeurs-adjoints, dont un a rang de directeur d'administration centrale. Ce directeur général est également membre du European Heritage Heads Forum, réseau informel qui rassemble au niveau européen les directeurs des autorités nationales chargées du patrimoine.

## Périmètres d’intervention des nouvelles structures
L'organisation de cette structure doit permettre de regrouper et de mutualiser les services généraux utiles à la mise en œuvre des missions spécifiques des différents services, tout en clarifiant leur périmètre de compétences. Le but est de décloisonner les métiers, de mutualiser les compétences et les objectifs, de développer des méthodes de travail partagées et d'identifiant des enjeux communs, afin d'adapter sa structure administrative à l’évolution de la gestion publique.

### Service interministériel des archives de France
Le service interministériel des archives de France organise et contrôle la politique de collecte et d’accès aux différentes archives publiques, en établissant le cadre normatif, réglementaire et législatif et veille à son respect. Il encourage et sollicite les recherches universitaires et scientifiques, permettant une large diffusion des fonds d'archives auprès du grand public. Parmi ses autres missions, il encourage également la mise en conservation des archives privées, qui peuvent représenter un intérêt historique, au sein des archives publiques. Enfin, il organise et coordonne la mise en relation, par le biais de réseau, des archives publiques de France, tant nationales que régionales, départementales ou municipales.
Il comporte deux sous-directions : celle de la politique interministérielle et territoriale pour les archives traditionnelles et numériques, et celle de l’accès aux archives et de la coordination du réseau, ainsi qu'une mission, celle des célébrations nationales chargée d'établir la liste des commémorations à venir.

### Service des Musées de France
Le service des musées de France organise, gère et coordonne les collections des musées (acquisitions, restauration, mouvement des œuvres, inventaire, diffusion numérique), la muséographie (bâtiments et équipements), l’économie des professions et la recherche des différents musées publics français. Il comporte la sous-direction des collections et la sous-direction de la politique des musées.

### Service de l'architecture
Ce service est chargé de la création et de la diffusion architecturales, en lien avec l'urbanisme (cadre de vie, paysage urbain), dans le but d'optimiser la qualité architecturale des constructions et des espaces urbains et paysagers. Il a un rôle de coordination entre les professionnels du secteur : professeurs, chercheurs, architectes, maîtres d’œuvre, notamment. Afin de procéder à meilleur organisation, il comporte deux sous-directions, celle de l’enseignement supérieur et de la recherche en architecture et celle de l’architecture, de la qualité de la construction et du cadre de vie.

### Service du patrimoine
Le service du patrimoine est chargé de la politique de protection, de conservation, d’entretien, de restauration et de valorisation du patrimoine monumental, archéologique, ethnologique et des espaces protégés, dont notamment les monuments historiques français. Il sert de référent ministériel et d'interlocuteur privilégié auprès des collectivités territoriales, dans le cadre des opérations d’inventaire. Il comporte la sous-direction des monuments historiques et des espaces protégés, la sous-direction de l’archéologie, ainsi que la mission de l’Inventaire général du patrimoine culturel.

### Inspection des patrimoines
L'inspection des patrimoines est chargée de l’application des textes législatifs et réglementaires et assure une mission permanente de conseil et d’expertise auprès de la direction générale, mais également, en cas de besoin, auprès des services déconcentrés, des organismes soumis au contrôle de l'État et des opérateurs sous tutelle. Sa mission est suivie à travers six collèges : archéologie, architecture et espaces protégés, archives, inventaire général du patrimoine culturel, monuments historiques, musées.
Les chefs de service sont[Quand ?] Isabelle Balsamo puis Philippe Cieren.

### Mission de la photographie
Créée en 2010, la mission de la photographie jouit d'une large autonomie au sein de la direction générale et travaille en liaison avec les divers services. Elle coordonne les besoins photographiques des différents services.

## Directeur général des patrimoines
| Portrait                                                                                 | Identité                                   | Période          | Période          | Durée                     |
| Portrait                                                                                 | Identité                                   | Début            | Fin              | Durée                     |
| ---------------------------------------------------------------------------------------- | ------------------------------------------ | ---------------- | ---------------- | ------------------------- |
| Philippe Bélaval en 2011 à l'Institut supérieur pour la conservation et la restauration. | Philippe Bélaval (né en 1955)              | 13 janvier 2010  | 1er juillet 2012 | 2 ans, 5 mois et 18 jours |
| Pas de portrait sous licence libre disponible pour Bertrand-Pierre Galey.                | Bertrand-Pierre Galey (d) (né en 1958)     | 1er juillet 2012 | 29 octobre 2012  | 3 mois et 28 jours        |
| Pas de portrait sous licence libre disponible pour Vincent Berjot.                       | Vincent Berjot (d) (né en 1967)            | 29 octobre 2012  | 6 juillet 2018   | 5 ans, 8 mois et 7 jours  |
| Pas de portrait sous licence libre disponible pour Jean-Michel Loyer-Hascoët.            | Jean-Michel Loyer-Hascoët (d) (né en 1964) | 6 juillet 2018   | 14 novembre 2018 | 4 mois et 8 jours         |
| Philippe Barbat en 2010.                                                                 | Philippe Barbat (d), (né en 1971)          | 15 novembre 2018 | 17 février 2021  | 2 ans, 3 mois et 2 jours  |
| Jean-François Hebert                                                                     | Jean-François Hebert (né en 1955)          | 8 mars 2021      | En cours         | 4 ans, 1 mois et 20 jours |

## En savoir plus